# Bembidion henshawi
Bembidion henshawi är en skalbaggsart som beskrevs av Hayward. Bembidion henshawi ingår i släktet Bembidion och familjen jordlöpare. Inga underarter finns listade i Catalogue of Life.